# Calamidia castanea
Calamidia castanea är en fjärilsart som beskrevs av Rothschild 1912. Calamidia castanea ingår i släktet Calamidia och familjen björnspinnare. Inga underarter finns listade i Catalogue of Life.